# Lockheed Vega
Lockheed Vega là một loại máy bay chở khách/vận tải do hãng Lockheed bắt đầu chế tạo vào năm 1927. Nó trở nên nổi tiếng khi phá vỡ một số kỷ lục hàng không thế giới vào thời điểm đó. Amelia Earhart là người phụ nữ đầu tiên bay xuyên Đại Tây Dương một mình.

## Biến thể
Vega 1
Vega 2
Vega 2A
Vega 2D
Vega 5
Vega 5A Executive
Vega 5B
Vega 5C
DL-1
DL-1A/DL-1 Special
DL-1B
Y1C-12
Y1C-17
UC-101

## Quốc gia sử dụng
Úc
- Không quân Hoàng gia Australia

 Hoa Kỳ
- Quân đoàn Không quân Lục quân Hoa Kỳ
- Không quân Lục quân Hoa Kỳ

## Tính năng kỹ chiến thuật (Vega 5)
Đặc điểm tổng quát
- Kíp lái: 1
- Chiều dài: 27 ft 6 in (8,38 m)
- Sải cánh: 41 ft in (12,49 m)
- Chiều cao: 8 ft 6 in (2,59 m)
- Diện tích cánh: 259 sq ft (25,548 m²)
- Kết cấu dạng cánh: Clark Y
- Trọng lượng rỗng: 2.565 lb (1.163 kg)
- Trọng lượng có tải: 4.500 lb (2.041 kg)
- Động cơ: 1 × Pratt & Whitney Wasp R1340C, 500 hp (372,5 kW)

 Hiệu suất bay 
- Vận tốc cực đại: 185 mph (298 km/h)
- Vận tốc hành trình: 165 mph (265 km/h)
- Tầm bay: 725 mi (1.165 km)
- Trần bay: 15.000 ft (4.570 m)
- Vận tốc lên cao: 1.300 ft/phút (6,6 m/s)